# El recurso del método
El recurso del método és una pel·lícula dramàtica mexicano-cubana dirigida pel xilè Miguel Littín. Està basada en la novel·la del mateix nom escrita el 1974 per Alejo Carpentier. Fou seleccionada com a part de la selecció oficial al 31è Festival Internacional de Cinema de Canes. La pel·lícula fou seleccionada per representar Cuba com a candidata a l'Oscar a la millor pel·lícula de parla no anglesa als Premis Oscar de 1978, però finalment no fou nominada.

## Sinopsi
El president de la república llatinoamericana fictícia de Nueva Córdoba és de vacances a París el 1914 amb el seu secretari Peralta i la seva amant "La Mayorala". Allí rep la notícia que el general Galván s'ha revoltat contra ell. Aleshores marxa immediatament a Nueva Córdoba per sufocar la rebel·lió. Quan torna a París pateix un escàndol a causa de la publicació de fotos de les massacres provocades en sufocar la revolta, però l'esclat de la Primera Guerra Mundial fa que les protestes s'esvaeixin. Tanmateix, es produeix un nou aixecament d'un altre general i ha de tornar un altre cop a sufocar-lo. Tanmateix, van esclatant revoltes successivament fins que una d'elles triomfa i ha de fugir.

## Repartiment
- Nelson Villagra - El Primer Magistrado
- Ernesto Gómez Cruz - Cholo
- Salvador Sánchez - Peralta
- Reynaldo Miravalles - Oberst Hoffmann
- Raúl Pomares - General Galván
- Katy Jurado - La Mayorala
- Alain Cuny - El Académico
- Gabriel Retes - El Estudiante
- María Adelina Vera - La Hija del Presidente
- Roger Cudney - Capità de l'exèrcit
- Didier Flamand
- Denis Perrot
- Monique Perrot
- Jacques Rispal